# Cisowiec
Cisowiec (ukrán nyelven: Тисовець, Tysovets’) Lengyelország délkeleti részén, a Kárpátaljai vajdaságban, a Leskói járásban, Gmina Baligród község területén található település. A község központjától Baligródtól közel 4 kilométernyire fekszik északnyugati irányban, míg a járási központnak számító Lesko 13 kilométernyire északkeletre található, valamint a vajdaság központja, Rzeszów 76 kilométernyire északra van a településtől. 

## Fordítás
Ez a szócikk részben vagy egészben  a   Cisowiec című angol Wikipédia-szócikk ezen változatának fordításán alapul.  Az eredeti cikk szerkesztőit annak laptörténete sorolja fel. Ez a jelzés csupán a megfogalmazás eredetét és a szerzői jogokat jelzi, nem szolgál a cikkben szereplő információk forrásmegjelöléseként.